# Santamartamys rufodorsalis
Santamartamys rufodorsalis é uma espécie de roedor da família Echimyidae. É a única espécie do gênero Santamartamys.
É endêmica da Colômbia, onde é encontrada apenas na Sierra Nevada de Santa Marta. Pertencia anteriormente ao gênero Diplomys.

## Descoberta
Em 24 de dezembro de 1898, Herbert Huntingdon Smith identificou o primeiro espécime de Santamartamys em Ocana, Santa Marta , Magdalena , Colômbia. O espécime era de gênero indeterminado, e como todos os espécimes das coleções de Smith foram coletados por caçadores locais, não há informações específicas sobre o local onde o espécime foi descoberto. Um segundo espécime, também de gênero indeterminado, foi descoberto por volta de 1913 na Sierra Nevada de Santa Marta por Carriker, mas não há muita informação sobre sua localização ou a data da descoberta. Supõe-se que o espécime foi obtido através de um presente ou foi comprado. Foi gravado como um espécime de Santamartamys em 1913 no Museu Americano de História Natural em Nova York. Apesar de várias pesquisas organizadas, nenhum outro espécime foi descoberto.
No entanto, em 4 de maio de 2011, dois voluntários da Fundación Pro Aves identificaram um jovem espécimen na reserva natural de El Dorado , Sierra Nevada de Santa Marta. A 1.958 m acima do nível do mar, o animal foi identificado por cinco pessoas e não foi intimidado por sua presença.

## Descrição
Os espécimes de Santamartamys medem entre 51 e 122 cm  da cabeça para a ponta da cauda, com as caudas que medem entre 18 e 28 cm. As espécies podem pesar até 500 g, e tem um revestimento lã, macio e longo.  O cabelo na região dorsal é de cor vermelha intensa, e uma grande porção do cabelo da cauda é preta (basal), mas os dois quintos da cauda são brancos.  Suas orelhas são pequenas e castanho claro, e apresentam mechas de cabelo comprido na superfície interna, mas não têm cabelo na superfície externa. As bigodes finas podem atingir até 13 cm de comprimento, e tem uma tira de peles vermelhas ao redor do pescoço.
As superfícies superiores das pernas dianteira e traseira são cobertas com um casaco cinza pálido e as pernas traseiras são muito pequenas e largas.  Os pés não apresentam tubérculos pequenos e o polegar é coberto por uma unha. Seu crânio é curto e largo, e tem um osso denso e pesado, grande e não curvado . A crista supra-orbitária do crânio é grande, e a região inter orbital é muito ampla, com lados quase paralelos.  A porção facial do crânio é muito curta e a distância entre os incisivos e os molares é ligeiramente inferior ao comprimento da superfície coronariana da sua fileira superior de dentes. [8] Santamartamystem olhos grandes, o que é consistente com seu comportamento noturno. [2] Tem dois pares de úberes na borda lateral do revestimento lateral abdominal. [7]
Jovens espécimes de Santamartamys têm um casaco cinza.  Durante a transição para o casaco vermelho intenso adulto, a muda começa na região anterior e se move para trás. 

## Comportamento, distribuição e habitat
Santamartamys é um roedor de hábitos noturnos, e sua dieta não é conhecida pelo homem, mas é assumido que se alimenta de matéria vegetal, como frutas ou sementes, como espécies similares na família Echimyidae. É capaz de escalar facilmente uma superfície de madeira vertical. O espécime observado em 2011 não produziu nenhum som. É endêmico da Colômbia, e só foi encontrado em Sierra Nevada de Santa Marta em altitudes de 700 a 2.000 m. Devido ao isolamento da localização e às condições geológicas e climáticas específicas, esta região montanhosa possui altos níveis de biodiversidade e endemismo . Suspeitam que o habitat de Santamartamys está sofrendo degradação.

## Ameaças e proteção
Santamartamys foi redescoberta em 4 de maio de 2011 na reserva natural El Dorado , uma área protegida da Serra Nevada de Santa Marta. Fundada em 31 de março de 2006, esta reserva abrange 2.530 acres a uma altitude entre 950 e 2.600 m, e contém uma grande quantidade de espécies endêmicas ou ameaçadas de extinção.
Em 1990, Emmons acreditava que Santamartamys era um dos mais raros mamíferos neotropicais . [5] A União Internacional para a Conservação da Natureza (UICN) descreveu a espécie como "Vulnerável" em 1996. Em 2008, dois avaliadores da IUCN voltaram a classificá-la como " Deficiente em dados " , dada a falta de informações sobre distribuição, ecologia e habitat deste roedor. Após uma reavaliação em 2011, a espécie foi listada como "em perigo crítico ", e grande parte da floresta no alcance potencial da espécie foi desmatada ou degradada. Grande parte da sua área potencial está infestada de gatos selvagens (que se alimentam de roedores), e a mudança climática é uma ameaça a longo prazo para a espécie.